# Taghit
Taghit è un comune dell'Algeria, situato nella provincia di Béchar.